# Онно Гаттінга ван 'т Сант
Онно Віллем Корнеліс Гаттінга ван 'т Сант (Онно Віллєм Корнеліс Хаттінга Ван'т Сант) (нід. Onno Willem Cornelis Hattinga van 't Sant; 1946) — нідерландський дипломат.

## Життєпис
Народився 3 травня 1946 року в Гаазі. У 1971 закінчив Лейденський університет, юридичний факультет.
З 1972 по 1987 рр. — співробітник посольства Нідерландів в СРСР, згодом в Індонезії та Португалії.
З 1987 по 1992 рр. — радник, постійний представник Нідерландів у Європейській Комісії у Брюсселі.
З 1992 по 1996 рр. — радник, заступник директора Департаменту Європи МЗС Нідерландів Амстердамі.
З 1997 по 2001 рр. — Надзвичайний і Повноважний Посол Нідерландів в Києві (Україна) та за сумісництвом Молдові, Вірменії і Грузії (13.06.2000 — 29.10.2001).
З 2001 по 2005 рр. — заступник постійного представника Нідерландів при НАТО в Брюсселі.
З 2005 по 2009 рр. — Надзвичайний та Повноважний Посол Королівства Нідерландів у Бразилії.
З 2009 по 2011 рр. — Спеціальний уповноважений МЗС Нідерландів з питань «Східного партнерства».
З 01.05.2011 року на пенсії.

## Нагороди та відзнаки
- Орден Ріу-Бранку (Бразилія) (2009)[6]